# 後山日先照
《後山日先照》是公共電視文化事業基金會《公視文學大戲》系列於2002年首播的二十集電視劇，本劇改編自吳豐秋—長篇小說作品《後山日先照》，禾豐傳播製作，李岳峰製作人兼導演，李美華策劃，李岳峰、李忠河、劉治華及鍾易儒編劇，以一個平凡女子的一生為主軸，貫穿二次大戰終戰時期、二二八事件以及白色恐怖時代，看見臺灣的所有族群如何共同經歷了一段不平凡的歲月。

## 演員陣容

### 陳家
| 角色   | 演員                | 角色介紹 |
| 周雨綢 | 張美瑤              | 陳北印的太太 原籍民國時期哈爾濱，其父為清廷水師派駐基隆瑞芳的師爺 幼時受泰雅族頭目托弗拉照顧並遷往花蓮 與泰雅族大頭目達佑以姐弟相稱 育有陳滿堂、陳安堂、陳全堂及陳慶堂四子 收養顧雅貞及顧雅惠 認周志遠為姪子 待人和譪可親，人稱「先生媽」               |
| 陳北印 | 梁修身              | 周雨綢的丈夫 經營合和堂漢藥舖，為漢醫醫師 為人和善，人稱「印仙」 於二二八事件時，被中國國民黨軍人開槍射殺。 |
| 陳滿堂 | 龍天翔              | 陳北印及周雨綢之長子 王招治之夫 育有耕河、耕蘭、耕山及耕菱 為漢醫醫師 印仙死後，繼承合和堂漢藥舖 娶美美為細姨 對雅惠極不友善，後因雅惠在高廣義舉槍要殺他時，雅惠挺身相救而改變                                                                          |
| 王招治 | 柯淑勤              | 陳北印及周雨綢之長媳 陳滿堂之妻 育有耕河、耕蘭、耕山及耕菱 |
| 陳安堂 | 連水銀              | 陳北印及周雨綢之次子 蔡彩雲之夫 育有耕梅、耕竹、耕菊及耕洲 為西醫醫師 日治時代被迫前往滿州當臺籍日軍 民國時代之初開設「光復診所」 |
| 蔡彩雲 | 黃倩茹              | 陳北印及周雨綢之次媳 陳安堂之妻 育有耕梅、耕竹、耕菊及耕洲 |
| 陳全堂 | 竇智孔              | 陳北印及周雨綢之三子 其妻於生子耕土時難產而死 育有耕土 日治時代前往南洋打仗，死於戰場 (全劇並未演出，僅於回憶中出現) |
| 陳慶堂 | 劉明仁              | 陳北印及周雨綢之么子 於台南就讀高等學校 後來前往日本發展 |
| 陳耕河 | 彭成彰              | 陳滿堂及王招治之長子，陳家長孫 於二二八事件時，與同學組成巡邏隊被抓，被周志遠所救 後來前往日本留學 |
| 陳耕蘭 | 李燕                | 陳滿堂及王招治之長女 高中畢業後，與耕竹一起搬回老家陪伴祖母 向福州師學裁縫，並與福州嫂之甥春生相戀 |
| 陳耕山 | 曾國樑 黃唯哲(童年) | 陳滿堂及王招治之次子 小時候偷看姑姑雅惠洗澡被抓，間接導致滿堂及安堂二家搬出老家 國中時留級一年，高中時留級一年，與堂弟耕土為高中同班同學 高中時偷老師的錢，學校教官為保護他，安排他前往軍校就讀 被軍校退學後，仍不斷犯錯 被祖母及父母感動，重新走回正途 |
| 陳耕菱 | 呂奕萱 劉詩筠(童年) | 陳滿堂及王招治之么女 |
| 陳耕梅 | 張雅雯              | 陳安堂及蔡彩雲之長女 護士，於光復診所服務 與外省軍人高廣義相戀而遭到反對 仰藥自殺獲救後，前往日本留學 |
| 陳耕竹 | 王柏勻 劉雅琳(童年) | 陳安堂及蔡彩雲之次女 高中畢業後，與耕蘭一起搬回老家陪伴祖母 喜歡來旺，並大膽示愛 向舅公達佑學習搗麻糬，並開店販售 |
| 陳耕菊 | 尤尚玄(童年)        | 陳安堂及蔡彩雲之三女 |
| 陳耕洲 | 謝廷翊 林囿成(童年) | 陳安堂及蔡彩雲之子 |
| 陳耕土 | 傅子純 林彥成(童年) | 陳全堂獨子 為幫姑姑雅惠買鞋，去參加廟會過火而雙腳受傷 與福州師之子再添為好友 討厭文聲宇，並公佈其寫給雅惠的情書 不顧與雅惠間之輩份，堅持與雅惠相戀 大學聯考考取台灣大學 大學時休學，返回花蓮設法找尋被抓的雅惠 與雅惠育有一子百佑                       |
| 顧雅惠 | 江祖平              | 見顧家 |
| 陳百佑 |                     | 陳耕土及顧雅惠之子 陳家第四代 雅惠於獄中所生 名字由雨綢命名 |

### 托弗拉家
| 角色 | 演員              | 角色介紹 |
| 達佑 | 阿吉臘 古啊(李強) | 泰雅族大頭目 與雨綢以姐弟相稱 滿堂、安堂、慶堂及雅貞、雅惠皆稱他為舅舅 二二八事件時，依印仙之遺言，把滿堂、安堂及慶堂與受傷的來旺送到山上避難 多次下山尋找被平地人拐騙的部落女孩 依奈及百浪的祖父，陳家第三代(耕字輩)皆稱呼他為舅公。 臺灣光復後被要求改為漢姓，經志遠協助，改為與雨綢相同的「周」 |
| 多亞 |                   | 族人，幫達佑送禮陳家聯繫姊弟情感 |
| 依奈 | 秀蘭瑪雅          | 達佑的孫女，為了部落送到平地讀書，寄宿於陳家 稱雨綢為姑婆 與再添相戀 立志學成後回部落教書 |
| 百浪 | 張勃誠            | 達佑的孫子，為了部落送到平地讀書，寄宿於陳家 稱雨綢為姑婆 |

### 顧家
| 角色   | 演員   | 角色介紹 |
| 顧恢弘 | 高浩原 | 雅貞及雅惠之父 宜蘭支部調查室主任，負責接收台灣 因舉報貪污不法，而遭到報復不測。 知道自己惹禍上身，堅持雅貞及雅惠離開宜蘭，前往花蓮投靠好友－方先生 最後遭誣陷監守自盜與通匪，在周志遠面前被槍決。 |
| 顧雅貞 | 王行芝 | 顧恢弘之長女，雅惠之姊 在印仙被槍殺後，認雨綢為母親，代替滿堂等兄弟送印仙出殯 拜託周志遠前往宜蘭探望父親顧恢弘 與周志遠相戀，並在志遠被調派到南京時，與他同行 後與周志遠一同前往日本定居，並持續追查父親被陷害的線索 |
| 顧雅惠 | 江祖平 | 顧恢弘之次女，雅貞之妹 在印仙被槍殺後，認雨綢為母親，代替滿堂等兄弟送印仙出殯 陳家第三代皆稱她屘姑 在雨綢的鼓勵下，前往台北就讀師範學校 原在台北學校任教，為照顧雨綢而請調回花蓮，在耕山、耕土、再添及百浪就讀的高中任教 校內訓導主任文聲宇對她迷戀不已 滿堂、安堂因其為外省人而不滿她 與耕土相戀並結婚，並在訂婚前在雨綢的安排下改認罔市嬸為母親 被文聲宇及林富陷害入獄，並在獄中發現懷有耕土的小孩，並順利生子 經過多方搶救，終於在雨綢往生前被釋放 |

### 麗姿洋裝
| 角色   | 演員                | 角色介紹 |
| 王進發 | 邰智源              | 裁縫師，因來自大陸福州，人稱福州師 與妻子福州嫂經營服裝店-麗姿洋服 再添、光復之父 戰後初期，因語言問題得罪軍中高官的眷屬而被捕，由印仙及先生媽出面營救 原反對再添與依奈相戀 林富以禁書陷害再添，進發護子心切，承認書是他的 |
| 福州嫂 | 陳夙雰              | 客家人，為福州師之妻 再添、光復之母 原反對再添與依奈相戀 |
| 王再添 | 李厚豪 陳逸愷(童年) | 福州師與福州嫂的長子 與耕土情同手足，印仙出殯時，不顧危險送印仙出殯 日治時代，見父親被日本軍官打，反去打日本軍官，被誇勇敢 喜歡繪畫，並得到縣長獎 喜歡依奈，並在依奈想放棄時，以自己是部落勇士來鼓勵依奈 大學聯考與耕土一起考取台灣大學 大學時，經常以化名投稿政論文章到報社 雅惠被抓後，感到十分憤怒，四處暱名張貼反政府公告 被林富以陷害雅惠的方式陷害，幸警覺性高而逃脫，反而連累父親被捕，後由依奈陪同到部落投靠達佑 |
| 王光復 |                     | 福州師與福州嫂的么子 |
| 春生   | 馬國賢              | 福州嫂的外甥 在福州師的服裝店內當學徒 與耕蘭情投意合，並論及婚嫁 |
| 文吉   | 林景立              | 福州師在日治時代的學徒 戰後初期，因語言問題得罪軍中高官的眷屬而被捕，由印仙及先生媽出面營救 |
| 清泉   | 周辰達              | 福州師在日治時代的學徒 戰後初期，因語言問題得罪軍中高官的眷屬而被補，由印仙及先生媽出面營救 |

### 片岡家
| 角色     | 演員     | 角色介紹 |
| 片岡健一 | 內田忠克 | 日本廣島人 日治時代的日本巡查大人 片岡杏子之兄 對印仙及先生媽十分尊敬 對再添勇敢保護父親，給予鼓勵 知道美國飛行員在陳家，卻不道破 於日本天皇宣佈投降後自殺 藉由圍棋的黑白子告訴再添「世上不是好人，就是壞人」 |
| 片岡杏子 | 楊思敏   | 日本廣島人 片岡健一之妹 片岡健一自殺後，處理其後事，並轉交遺書及配劍給印仙及先生媽 將圍棋的黑白子送給再添留念 後遣返回日本                                                                                    |

### 軍方
| 角色   | 演員   | 角色介紹 |
| 方力行 |        | 陸軍少校。美軍飛行員邁克的友人。 初到花蓮時，偕同周志遠、袁宏等副官前來拜訪印仙與先生媽，並蒙邁克的請託，帶來許多生活物資答謝陳家。 |
| 周志遠 | 林鴻翔 | 黑龍江省（先生媽的哈爾濱同鄉）籍空軍中尉飛行官。美軍飛行員邁克的友人。 對陳家敬重有加，常常來到陳家作客。同時受顧恢弘的託付，十分關照顧雅貞與顧雅惠姊妹倆，而後與顧雅貞相愛。 二二八事件中，被街坊認出是外省人而被捉住，得先生媽出面打圓場而平安獲釋。志遠感念恩德，認先生媽為姑媽。 國共內戰爆發時，調往南京支援，顧雅貞毅然與之同行。 後與顧雅貞一同前往日本定居，並持續追查顧恢弘被陷害的線索。 |
| 張班長 | 敖龔   | 山東省籍外省軍人 高廣義在新兵時期的班長。 |
| 高廣義 | 屈中恆 | 山東省籍外省軍人 因陳家有恩於他，也對先生媽十分誠服 與陳耕梅相戀。此外在得知耕梅自殺未遂後，憤恨且失去理智的持槍意圖刺殺陳滿堂，後被先生媽與顧雅惠阻止 後來成為軍官（中尉排長），在上級首肯之下全力的調查禁書問題，救出因禁書問題而入獄的雅惠、王進發等。 |
| 钱得胜 | 丁华宠 | 山东省籍外省军人 于第13集被林福陷害为匪谍而被逮捕 |

### 學校
| 角色   | 演員   | 角色介紹 |
| 林叔平 | 劉德力 | 教務主任 |
| 文聲宇 | 楊岸   | 中學訓導主任、同時具有保防單位指導員的祕密身分，然而實為共諜。 對顧雅惠為之迷戀，後因追求不成、同時其上級為防顧恢弘之死的內幕曝光，命令其對付雅惠，而夥同林富投遞禁書來陷害雅惠。 |
| 張建國 |        | 訓育組長 |
| 石昭男 |        | 體育教師 |
| 夏美枝 | 劉涵宇 | 美術教師 |
| 左彭   | 高浚銨 | 音樂教師 |

### 其他
| 角色   | 演員   | 角色介紹 |
| 罔市婶 | 李玉芬 | 李来旺母亲 |
| 李來旺 | 林健寰 | |
| 坤金   | 江中   | 李来旺之友 |
| 阿泉   |        | 李来旺之友，講客家話，二二八受難 |
| 林富   | 蔡阿炮 | 後山著名的「牆頭草」。 先後擔任過日據時期的保正（為響應「皇民化」政策而改名「小林富士」）、以及光復後的里長。 專精於許多趨炎附勢，見風轉舵的勾當。尤其經常以舉報他人來賺取獎金，鄉里除了藉機將之蓋布袋毆打洩恨之外，對其總是敢怒不敢言。 |
| 美美   | 唐德惠 | 陈满堂细姨 |
| 有傳   |        | 合和堂(北印仙時期)做事 |
| 有福   |        | 滿堂妻舅，合和堂(滿堂仙時期)做事 |
| 阿義   | 莊奕勳 | 帶回全堂死訊(第三集) |
| MISSMO | 苦樂   | |

## 獎項紀錄
- 第37屆金鐘獎

| 獎項             | 入圍/得獎者    | 結果 |
| 戲劇節目連續劇獎 | 《後山日先照》 | 提名 |
| 連續劇男主角獎   | 梁修身         | 提名 |
| 連續劇女主角獎   | 張美瑤         | 提名 |
| 連續劇女配角獎   | 柯淑勤         | 提名 |
| 連續劇導演獎     | 李岳峰         | 獲獎 |
| 連續劇編劇獎     | 禾豐編劇小組   | 提名 |
| 美術指導獎       | 李岳峰、洪明成 | 提名 |